# Xuân Ninh, huyện Quảng Ninh
Xuân Ninh là một xã thuộc huyện Quảng Ninh, tỉnh Quảng Bình, Việt Nam.

## Địa lý
Xã Xuân Ninh nằm ở phía Đông huyện Quảng Ninh, có vị trí địa lý như sau:
- Phía Bắc giáp xã Hiền Ninh
- Phía Tây giáp xã Trường Xuân
- Phía Nam giáp xã An Ninh
- Phía Đông giáp xã Tân Ninh

Xã Xuân Ninh có diện tích 8,26 km², dân số năm 2019 là 6.932 người, mật độ dân số đạt 839 người/km².